# Rudtjärnen (Gunnilbo socken, Västmanland)
Rudtjärnen är en sjö i Skinnskattebergs kommun i Västmanland och ingår i Norrströms huvudavrinningsområde. Rudtjärnen ligger i Stora Flyten och Stormossen Natura 2000-område.